# Дон-Хуан (озеро)

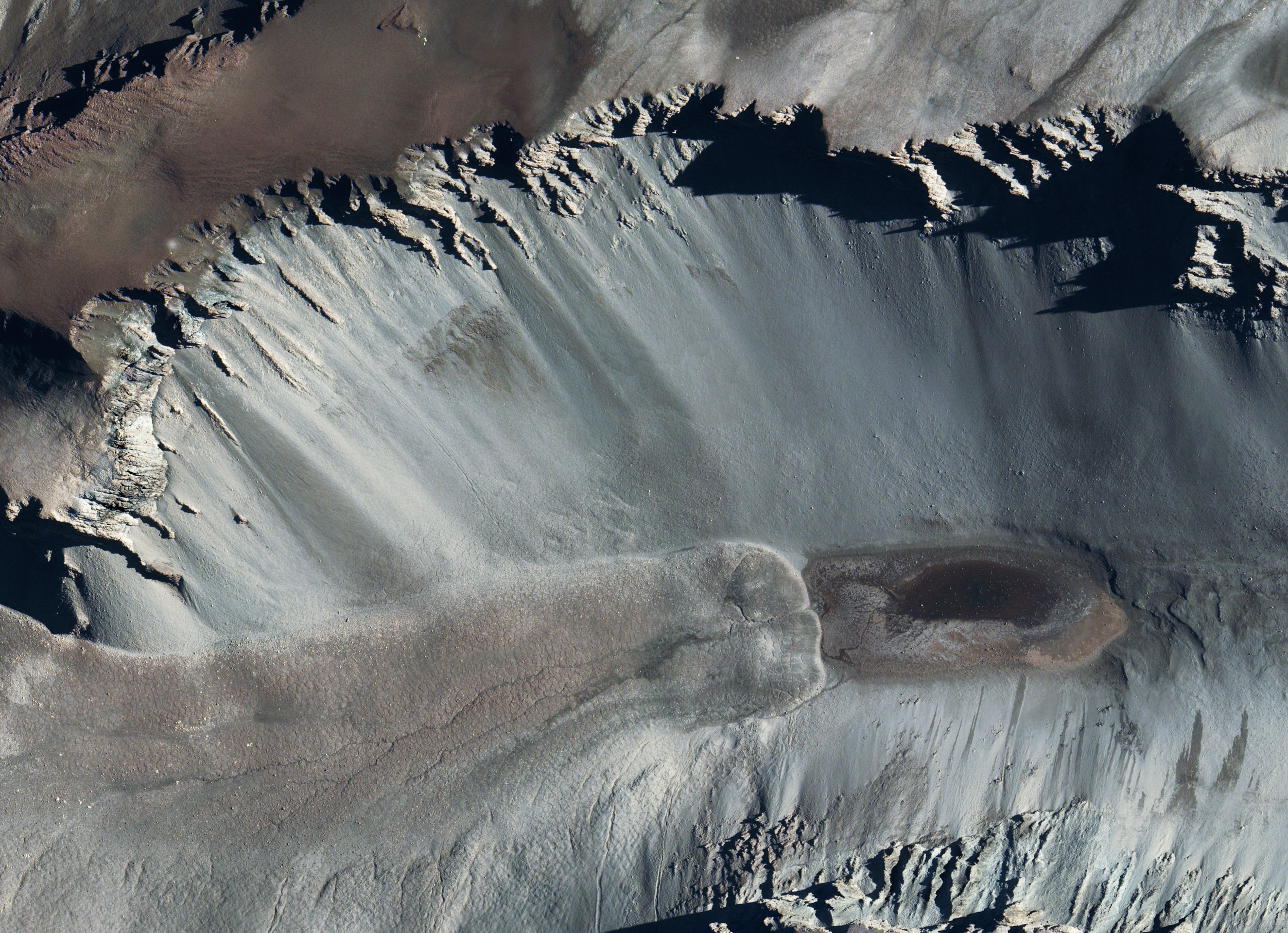
Озеро Дон-Хуан, Антарктида. Світлина з супутника.

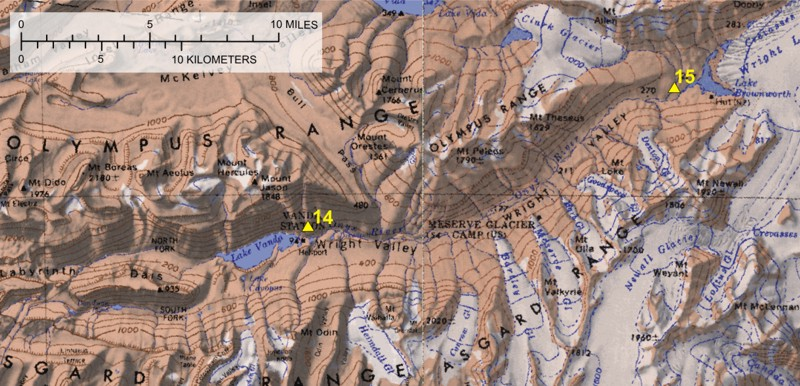
Озеро Дон-Хуан розташоване за 9 км західніше озера Ванда, яке добре видно на карті.

77°33′44″ пд. ш. 161°11′28″ сх. д. / 77.562277777778° пд. ш. 161.19116666667° сх. д.
Дон-Хуан — солоне озеро, розташоване в південно-західній частині долини Райта в Антарктиді (Земля Вікторії). Розмір озера становить 100×300 метрів, глибина — всього 10 см. Одне з найсолоніших озер на Землі.
Розташоване за 9 км західніше озера Ванда. Відкрите у 1961 році і назване за іменами пілотів гелікоптера, які вперше зафіксували це озеро — Don Roe та John Hickey.
Солоність озера обумовлюється розчиненням у воді CaCl2 3,72 моль/кг і NaCl 0,50 моль/кг (за температури –51,8 °C). Це еквівалентно 413 г CaCl2 і 29 г NaCl на 1 кг води, тобто солоність води становить понад 400 ‰, в той час як солоність Мертвого моря становить 337 ‰, а середня солоність Світового океану — 33,8 ‰.
Озеро настільки солоне, що при температурі –30 °C розчин залишається у рідкому стані. На дні озера знайдено мінерал антарктиніт.

## Інтернет-ресурси
- Great Zoom into Don Juan Pond, Antarctica [Архівовано 5 грудня 2019 у Wayback Machine.]
- Nature 280, 828—829 (30 August 1979); Life in the calcium chloride environment of Don Juan Pond, Antarctica [Архівовано 1 жовтня 2009 у Wayback Machine.]
- McMurdo Dry Valleys MCM Lakes Data